# 米科·科莱赫迈宁
米科·科莱赫迈宁（芬蘭語：Mikko Kolehmainen，1964年8月18日—），芬兰男子皮划艇运动员。他曾代表芬兰参加1984年、1988年、1992年和1996年夏季奥林匹克运动会皮划艇比赛，获得一枚金牌。